# Nion Tucker
Nion Robert Tucker, född 21 augusti 1885, död 22 april 1950, var en amerikansk bobåkare.
Tucker blev olympisk guldmedaljör i femmansbob vid vinterspelen 1928 i Sankt Moritz.